# NGC 5738
NGC 5738 is een lensvormig sterrenstelsel in het sterrenbeeld Maagd. Het hemelobject werd op 12 april 1864 ontdekt door de Duitse astronoom Albert Marth.

## Synoniemen
- MCG 0-38-2
- ZWG 20.4
- PGC 52614